# Pentaschistis chrysura
Pentaschistis chrysura là một loài thực vật có hoa trong họ Hòa thảo. Loài này được (K.Schum.) Peter mô tả khoa học đầu tiên năm 1931.